# Sáfárság (vallás)
A sáfár jelentése: gondozó, intéző, rendező, udvarmester.
A sáfár az, akit megbíztak más birtokának vagy háztartásának gondviselésével. 
A sáfárság vagy másképp sáfárkodás a sáfár hivatala, feladatköre.
Az evangéliumok alapján Jézus a követőit sáfársággal bízta meg: amit Uruk rájuk bízott, azzal gazdálkodniuk kell, mert egy napon számon kéri rajtuk.
Az ember felelős mindazért, amit rá bíztak: az életért, az időért, a képességekért, az anyagi javakért, az embertársakért való szolgálat alkalmaiért, a Földért és a természeti környezetért. A keresztények Isten javai feletti intézőként szolgálnak, és az életet Istentől kapott alkalomnak tekintik, amikor megtanulhatják, miként lehetnek hű sáfárok, hogy majd az eljövendő életben is sáfárkodni tudjanak az örökkévaló dolgokkal.

## Az idő
Az ember határozott céllal érkezett e világra. A Biblia alapján az élet értelme nem az evés, ivás, szaporodás, az anyagiak gyűjtögetése. Van valami nagyszerű és fenséges ezeken túl: ott ragyog az öröklét üdvössége. Ezért a törekvőnek minden napot jól ki kell használnia, hogy eljusson oda.
Életünk harmadrészét alvással töltjük. Java része evéssel-ivással, a pénz utáni futással, beszélgetéssel, a családi és egyéni problémákkal, szórakozásokkal telik el. Gyermekkorunk a tudatlanság és a játék jegyében múlik el. Fiatalként fennakadunk a nők vagy férfiak hálóján. Középkorúként a pénz és a kényelem megteremtése, a család igényeinek kielégítése köti le időnk nagy részét. Öregkorunkban az aggodalom és a betegségek terhe alatt görnyedünk. Az élet tovaszáll, elillan, miközben elmulasztunk időt szakítani erényes tettekre és az Isten iránti odaadásra.
Napi nyolc órát töltünk alvással, a nap többi részét munkával, önző cselekedetekkel, vagyon felhalmozásával, hazudozással, mások becsapásával, a szenvedélyeink kielégítésével. Nem remélhetünk lelki előrelépést, ha napi még egy órát sem szánunk az Úr szolgálatára, mások megsegítésére.
Az idő Isten ajándéka és sokkal értékesebb, mint a pénz. Azért kaptuk, hogy jellemünket az örök életre alakítsuk és felkészüljünk oda. Ahogy az üzletemberek nagyon megfontoltan osztják be az idejüket, úgy kell a hívőnek is minden óráját a lehető leghasznosabban eltöltenie.
Az élet levelei lehullanak. A napok és évek tovaszállnak. A földi élet oly rövid, mint a szappanbuborék vagy a villámlás. A világ két napig tartó ünnepség. Egyedül jöttünk ide és egyedül is távozunk. Semmit nem hoztunk ide és nem is viszünk ki innen semmit. Isten a földi életünk után számon kéri rajtunk az itt eltöltött időt. Aki az örök üdvösségre törekszik, az nem maradhat a világ tünékeny dolgainak rabszolgája. Nem vetheti bele magát újra és újra ugyanazokba az érzéki élvezetekbe. Nem bálványozhatja a mammont, a pénzt, a nőket.
A legtöbben csak a saját földi kényelmükkel és élvezetükkel foglalkoznak, és az újszövetségi gazdag emberhez hasonlóan így szólnak magukhoz: "Én lelkem! Van sok javad, sok esztendőre eltéve; nyugodjál, egyél, igyál, élvezd az életet!’ Isten azonban így szólt hozzá: ‘Bolond! Még az éjjel elkérik tőled a lelkedet. Kié lesz mindaz, amit szereztél?’ Így jár az, aki kincset gyűjt magának, és nem az Istenben gazdag." A gazdag ember kegyelemideje még azon éjjel lejárt, amikor csak a maga élvezetét kereste, míg Isten ügyéről és a nélkülözőkről megfeledkezett. 
"Azt mondom hát nektek: Szerezzetek magatoknak barátokat a hamis mammonnal, hogy amikor az (élet) elmúlik, befogadjanak titeket az örök hajlékokba (pokolba)."
Az időnkkel való sáfárkodás azt jelenti, hogy az időt Krisztus jellemvonásainak megismerésére, annak pontos követésére, továbbá embertársaink megsegítésére és az evangélium hirdetésére használjuk.
Szvámi Sivananda hindu guru írta, mely vallástól függetlenül minden üdvösségre törekvő embernek szól:
```
Mielőtt nyugovóra térsz, ülj le, és vedd számba a cselekedeteidet! Ha csak egy ember könnyeit sikerült is letörölnöd és vigaszt nyújtani neki szavaiddal, akkor az a nap nem telt el hiába. Az Úrnak tetsző cselekedetet hajtottál végre. De ha nem tettél semmit, ami megnyugvást hozott volna bárkinek, ha nem ejtettél ki egyetlen szót sem, amely egy gyötrődő ember szívén könnyítene, akkor aznap hiába éltél, azt a napot elvesztegetted.
[
7
]
```

## Anyagi javak
Isten sáfárai vagyunk. Van ugyan szabadságunk, de minden tettünkért számadással tartozunk. Ami a világban folyik, ahogy a világ gondolkozik, az a hívő számára nem képezhet szabályt. Krisztus követőinek egy megszentelődött életre kell törekedniük és nem az anyagi javakat és a földi sikert vagy a karriert kell keresniük. Mások szolgálatára, embertársaik megsegítésére, megmentésére kell törekedniük. Krisztus így tanította az embereket és egyben minket:
```
Munkálkodjatok ne az eledelért, amely elvész, hanem az eledelért, amely megmarad az örök életre.
.
[
8
]
 

Ha valaki jönni akar én utánam, tagadja meg magát és vegye fel az ő keresztjét, és kövessen engem.
[
9
]
```

Jézus Krisztus nem beszéli ugyanazt a nyelvet, mint mi és ezért értjük meg olyan nehezen Őt. Mi gyakran a világban való érvényesülésről beszélünk, Ő azt mondja: a kereszt útján érvényesülsz. Mi hatni akarunk a világra, Ő azt mondja: légy az utolsó. Mi hatalomról szólunk, Ő azt mondja: légy gyermekké. Mi gazdagságról beszélünk, Ő azt mondja: jegyezd el magad a szegénységgel. 
Jézus Krisztusnak mások az eszméi, más a gondolkodása,  más az életmódja, mások a módszerei, mások az ítéletei. Nehéz megérteni egymást, ha más-más nyelvet beszélünk! 
```
Ne szabjátok magatokat e világhoz, hanem alakuljatok át gondolkodástok megújulásával, hogy fölismerjétek, mi az Isten akarata, mi a helyes, mi kedves neki, és mi a tökéletes.
[
11
]
```

Minthogy rendszeresen olvassuk az újságot, nézzük a TV-t, azok elveit valljuk. Minthogy figyeljük és csodáljuk az úgynevezett nagy embereket vagy sztárokat, végül úgy cselekszünk és gondolkodunk, mint ők. Minthogy szeretjük a világot, hasonlítani kezdünk rá és úgy élünk, mint a világi emberek.
Számos olyan dologgal vesszük magunkat körül, vagy olyan dolgok megszerzésére törekszünk, amire nincs is igazán szükségünk. A mai világ korában a kapzsiság és az önzés napról napra nő.
Ha rendszeresen olvassuk az Evangéliumot, lassan-lassan magunkévá tesszük Krisztus szemléletét, érzéseit, gondolatait, ítéleteit, egész gondolkodásmódját.
Akik Krisztus követői, azok nem engedhetik, hogy világi érdekek és tervek kössék le idejét és figyelmét. A világi és a keresztény út két különböző út. 
Nincs középút. Aki magát nem adja át teljesen Istennek, idegen hatalom uralma alatt áll, idegen hangra hallgat, amelynek sugalmazásai egészen más jellegűek.
A gazdagság sok ember bálványa. A pénz szeretete, a vagyonszerzés vágya az az aranylánc, amely Sátánhoz kötözi őket. Gondtalan, kényelmes és felelősség nélküli élet, rang és méltóság szintén oly bálványok, melyeket sokan imádnak. Az út, amelyet Krisztus számunkra kijelölt, szűk, rögös és nehéz a kapun átjutni, mert az aranyszabály minden büszkeséget, tékozlást és önzést kizár. A mennybe vezető út sokkal keskenyebb, semhogy rang vagy gazdagság elférnének rajta; keskenyebb, semhogy kielégíthetnénk a becsvágyat, amely az önző ént tekinti középpontnak. Aki Krisztusnak akar szolgálni, nem követi a világ felfogását, és nem állhat azzal azonos állásponton.
Az első keresztényeknek közös volt mindenük, senki sem tartott vissza a vagyonából semmit magának, hanem szétosztották mindenkinek, ahogyan éppen szükség volt rá. Tudták, hogy Isten egy napon majd számon kéri rajtuk, hogy sáfárkodtak a javaikkal.
Az üdvösség elnyerésének egyik fő akadálya az önző részvétlenség, amely arra indít bennünket, hogy elzárkózzunk a szükségben levők nyomorának enyhítése és a jótékonyság gyakorlása elől. Jézus az elkárhozókat e szavakkal küldi az örök pusztulásba:
```
Éheztem, és nem adtatok ennem, szomjaztam, és nem adtatok innom. Jövevény voltam, és nem fogadtatok be, mezítelen voltam, és nem ruháztatok fel, beteg voltam, börtönben voltam, és nem látogattatok meg. Akkor ezek is így válaszolnak neki: Uram, mikor láttunk téged éhezni vagy szomjazni, jövevénynek vagy mezítelennek, betegen vagy börtönben, amikor nem szolgáltunk neked? Akkor így felel nekik: Bizony mondom nektek, valahányszor nem tettétek meg ezeket eggyel a legkisebbek közül, velem nem tettétek meg. És ezek elmennek az örök büntetésre, az igazak pedig az örök életre.
[
14
]
```

A hívő embernek el kell felejtenie az "én" és az "enyém" fogalmát. Meg kell tisztítania a lényét! Le kell győznie a kapzsiságot a nagylelkűséggel és adakozással, a büszkeséget alázattal és szerénységgel, az önimádatot és az egoizmust mások szolgálatával.
Javainkból és időnkből a felesleg, vagyis az, ami már nem feltétlenül szükséges a magunk és családunk megélhetéséhez, nem a mienk, hanem a többieké. Ha magunknak tartjuk meg, tolvajok vagyunk.
 Bővebben: Anyagi lemondás és  Szolgálat (vallás)

## A test és lélek
Isten megkívánja az ő népétől, hogy megtisztítsa magát a testnek és léleknek minden tisztátalanságától. 
Az egészség egy kincs, a legértékesebb a mulandó javak közül. Megóvása céljából szükséges, hogy mértékletesek legyünk mindenben, de elsősorban az evésben és az ivásban. 
Az élőlények teste legnagyobbrészt az elfogyasztott táplálék anyagaiból épülnek fel. Abban az esetben, ha megszegjük az illeszkedés törvényét, akkor a test kémiai működése megváltozik, elromlik és a táplálék nem képes akadálymentesen, ideális áthasonulásban a részünkké válni.
Senki nem úszhatja meg a rossz táplálkozás és életmód következményeit. 
Az emberek az idő haladtával egyre és egyre betegebbek és idiótábbnál idiótább szokásaikban szenvednek, míg mérgeik fogyasztásába nem pusztulnak bele.
A természeti törvények Isten törvényei, ezért kötelességünk ezen törvényeket gondosan tanulmányozni és betartani. 
E törvények áthágása bűnt képez, minthogy életünk lényét irányítják. Elsősorban önmagunkat büntetjük, minthogy rossz használata által megfosztjuk azt eredeti, isteni dicsőségétől. Ezen törvények áthágása a szenvedés és az idő előtti halál. Isten azt kívánja, hogy megőrizzük életerőnket és műveljük jellemünket.
Testünk Isten tulajdona. Kötelességünk hogy egyszerű és egészséges táplálékra szorítkozzunk, amely a legjobb állapotban fogja megtartani a testünket. 
```
Nem tudjátok-é, hogy testetek, amit Istentől kaptatok, a bennetek levő Szentlélek temploma, és ezért nem a magatokéi vagytok? Mert áron vétettetek meg: dicsőítsétek tehát Istent testetekben.
[
16
]
```

Önmegtagadást, mértékletességet és egyszerűséget követel meg Isten az igaz követőitől – akiket különös módon vezérel és megáld – amely egyben megkülönbözteti őket az ezen elfajult kor embereinek egészségrontó, különc szokásaitól. Divatos dolog kielégíteni a testi kívánságot azon reklámozott csemegék és italok iránt, amelyek aztán természetellenes ingereket idéznek elő és megerősítik az állatias indulatokat, elzsibbasztva az erkölcsi képességeket.
Első látásra semmiféle kapcsolatot nem látunk az elfogyasztott táplálék és agyunk működése között. Mivel azonban elfogyasztott táplálékunk testünk minden részének állapotára hatással van, ételünk és italunk gondolkodásmódunkat, viselkedésünket is befolyásolja. Az ókori görögök így fogalmaztak: ép testben ép lélek lakozik. Vagy fordítva is mondhatnánk: egy beteg testnek beteg gondolatai vannak. Egy beteg test, valamint egy elme, – amely a romboló testi kívánságoknak való folytonos engedés következtében rendellenessé vált – lehetetlenné teszi a test és lélek megszentelődését. Képtelenek vagyunk Istent megfelelően dicsőíteni és Jézust követni, küldetésünk beteljesíteni, ha nem vagyunk egészségesek testben és elmében.
Pál apostol így írt:
```
Megsanyargatom és engedelmessé teszem a testemet, hogy amíg másoknak prédikálok, magam ne legyek alkalmatlanná a küzdelemre.
[
17
]

Akik pedig Krisztus Jézuséi, a testet megfeszítették szenvedélyeivel és kívánságaival együtt.
[
18
]
```

## A Föld és a természeti környezet
Isten az első emberpárt megbízta az Édenkert gondozásával, a föld művelésével, az állatvilág irányításával. A Földet nemcsak azért kapták, hogy gyönyörködjenek benne, hanem hogy megfelelően gazdálkodjanak benne. Ádám és Éva a bűnbeesés előtt összhangban élt önmagával, Istennel és a környezetével. A paradicsomban éltek és tökéletes boldogságban.
A bűn azután magával hozta az átkot és mindenféle szenvedést a világra. Semmiféle bűnt nem követhet el az ember a földkerekségen, anélkül, hogy abból valahol, valamiféle szenvedés ne születne.
A természet és az ember harmóniáját a modern kor szülte technikai vívmányok borították fel.
A mai világ bölcs kezelés és gondozás helyett visszaél a Földdel, az anyagi dolgok létrehozásáért és a pénzért kizsákmányolja és tönkreteszi azt. Felborítja a Föld bioritmusát, de ezzel saját pusztulását készíti elő. A mai ember maximális kényelemre törekszik, eszébe sem jut, hogy pazarló életmódján változtasson. Az élővilágot és a természetet tönkretesszük a magunk vélt kényelmének kedvéért.
A Föld mintegy védekező mechanizmusba kezdett. A fokozódó természeti csapások által a Föld visszavág minden pusztításért, amit az emberiség ellene végez. Az árvizek, hurrikánok, tájfunok, földrengések gyakoribbakká, nagyobbakká, pusztítóbbakká válnak.
Az Úr így nyilatkozott meg Mózes 3. könyvében: 
```
Enyém a Föld, ti csak jövevények és vendégek vagytok nálam
[
22
]
```

Minthogy e világ gondnokai vagyunk, kötelességünk megtenni minden tőlünk telhetőt, hogy azt tisztán megőrizzük a környezeti egyensúly érintetlenül hagyásával. Az ember nemcsak a saját javaiért, idejéért, egészségéért felelős, hanem a körülötte levő környezetért is.
Autóval közlekedni nem jelent igazi civilizáltságot. Vásárolni mindenféle dolgot – amire nincs is igazán szükségünk a létezéshez – nem civilizáltság. Istennek való odaadással és bölcsességgel élni, ez a civilizáltság. A Krisztus által tanított szolgálat és az egyszerűség szellemében élni, ez a valódi civilizáltság.
Jézus Krisztus követőinek vissza kell térniük a természethez és a természetes életmódhoz. Le kell csökkenteniük az igényeiket úgy, hogy tőlük telhetően tisztán megőrizzék a természeti környezetet.
A jelenések könyve alapján amikor Jézus visszatér, el fogja pusztítani mindazokat, "akik a földet pusztítják".